# Schiefer Schillerporling
Der Schiefe Schillerporling (Inonotus obliquus) ist eine Pilzart aus der Familie der Borstenscheibenverwandten (Hymenochaetaceae). Er ist unter dem Namen Chaga (oder Tschaga) als volksmedizinisches Mittel gegen Krebs bekannt.

## Merkmale

### Makroskopische Merkmale
Der Schiefe Schillerporling bildet flächig ausgebreitete (resupinate), 5–10 mm dicke Fruchtkörper aus, die bis zu einem halben oder sogar bis zu einem Meter lang sein können. Im frischen Zustand sind sie ledrig und verändern beim Austrocknen ihre Farbe (hygrophan), im trockenen Zustand sind sie brüchig. Die bis zu 7 mm langen Röhren sind einlagig und wachsen wie viele Porlinge in Richtung des Erdmittelpunkts (positiv gravitrop). Die Poren bzw. Röhrenmündungen sind anfangs blass-, honigbraun und silbrig schimmernd, werden aber bald sehr dunkel bis fast ganz schwarz. Sie sind 5–8 mm breit, rund und ausgefranst.

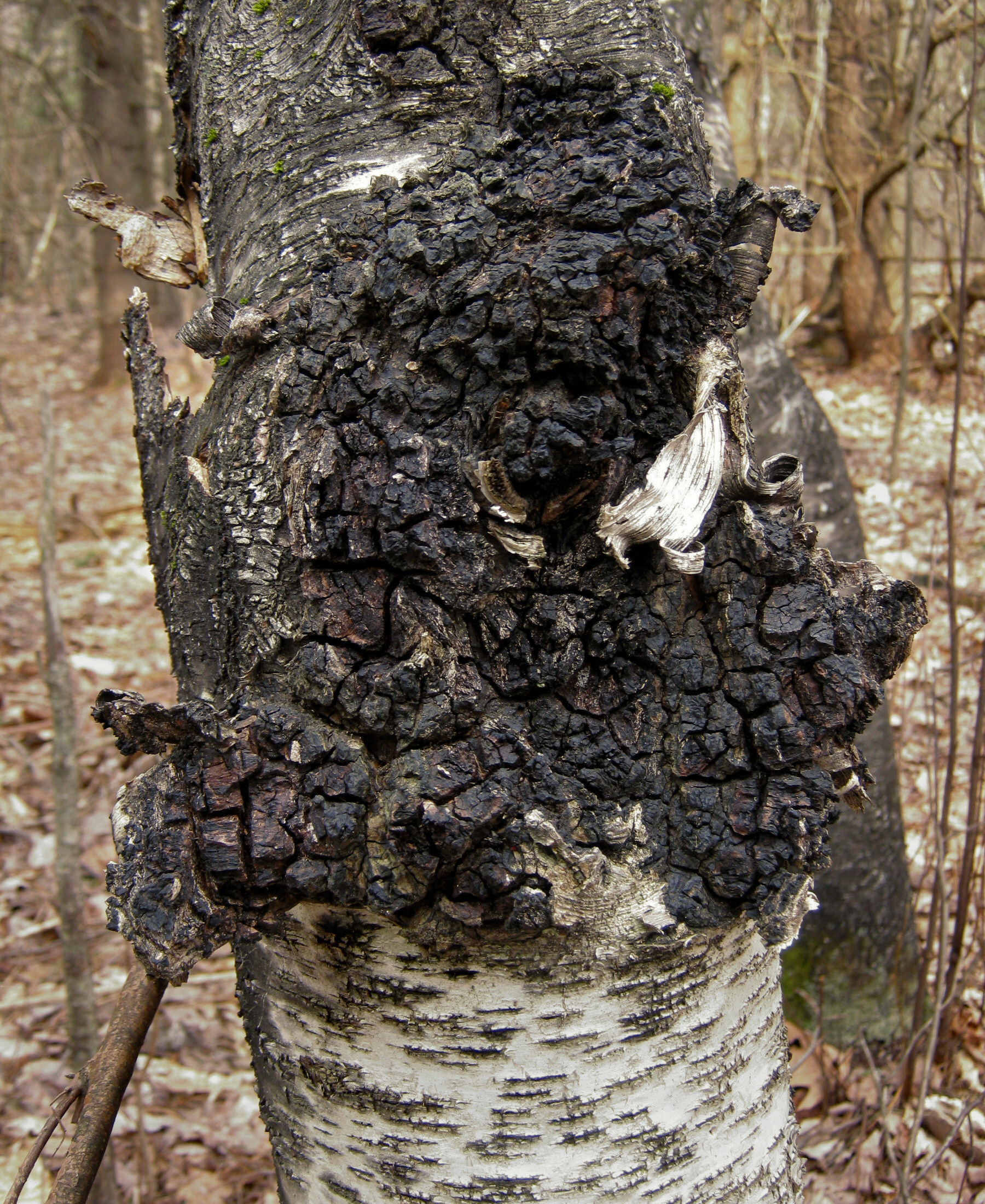
Sterile Knollen des Schiefen Schillerporlings (Inonotus obliquus)

Auffällig und viel häufiger zu finden sind die bis zu 40 cm breiten, schwarzen Knollen, die mehrere Jahre lang an Birkenstämmen wachsen, ohne Konidien oder geschlechtliche Sporen zu bilden. Sie besitzen eine harte, rissige Oberfläche und sind innen zimtbraun mit weißen Flecken gefärbt.

### Mikroskopische Merkmale
Die Pilzfäden (Hyphen) bilden ein pseudodimitisches Hyphensystem. Die generativen Hyphen sind einfach septiert, durchsichtig (hyalin), regelmäßig verzweigt und messen 2,5–4 μm im Durchmesser. Die Pseudoskeletthyphen sind etwas dicker mit 3–8 μm im Durchmesser. Sie sind moderat dickwandig, geknickt verzweigt und goldgelb bis rotbraun gefärbt. Die Hyphenenden (Setae) messen 15–30 × 4,5–7 μm. Sie werden in der Fruchtschicht (Hymenium) gebildet, sind pfriemlich bis bauchig aufgeblasen (ventrikos) und stehen leicht aus der Fruchtschicht hervor oder sind von derselben umschlossen. Die kurz-keulenförmigen Sporenständer (Basidien) besitzen keine basale Schnalle und werden 15–20 × 7–10 μm groß. Die elliptischen, glatten Basidiosporen messen 7,5–10 × 5–7,5 µm groß und haben eine goldgelbe Farbe. Sie lassen sich mit Baumwollblau anfärben (cyanophil) und zeigen unter der Zugabe vom Melzers Reagenz keine rote Farbreaktion (indextrinoid).

## Artabgrenzung
Die resupinaten Fruchtkörper können mit anderen dunkelporigen Arten der Familie der Borstenscheiblingsverwandten (Hymenochaetaceae) verwechselt werden. Der Vielgestaltige Schillerporling (Inonotus hastifer) wächst auf der Rinde des Substrates, während der Schiefe Schillerporling zunächst unter der Rinde erscheint und diese später aufbricht. Die resupinaten Arten der Gattung Fuscoporia besitzen im Gegensatz zur Gattung Inonotus keine schimmernden Reflexe beim Neigen der Poren.
Die schwarzen Knollen an Birken können mit Verwachsungen des Baumes verwechselt werden.

## Ökologie und Phänologie

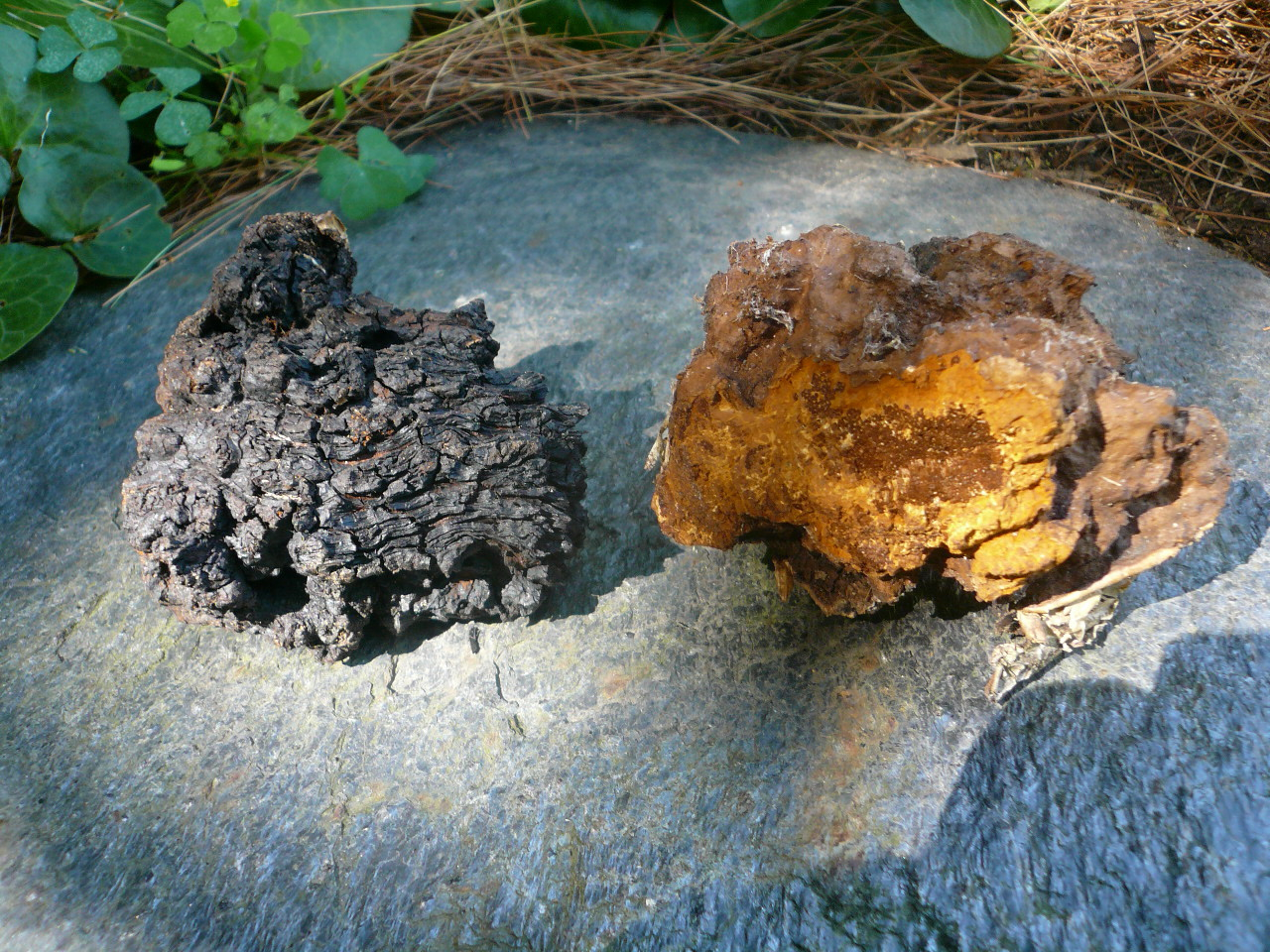
Sterile Knollen des Schiefen Schillerporlings (Inonotus obliquus)

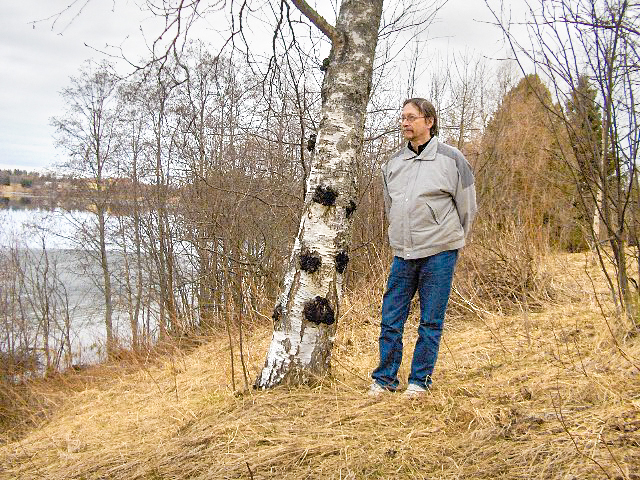
Schiefer Schillerporling auf seinem typischen Wirt, einer Birke

Der Schiefe Schillerporling ist ein parasitischer Holzbewohner und verursacht in Laubbäumen, vor allem auf verschiedenen Birken, eine massive Weißfäule. Die Art kommt vor allem in Bergwäldern im südlichen Verbreitungsgebiet bis in subarktische Regionen vor. Die Wirtsarten der Birken sind vor allem Sand-Birke, Betula platyphlla, Betula davurica, Betula ermani und Koreanische Birke. Neben Birken besiedelt der Pilz auch Erlen, Buchen und Eichen. Die Chaga-Knollen werden allerdings nur auf Birken und Erlen gebildet.
Der Düsterkäfer Orchesia cultriformis ernährt sich von Hyphen des Schiefen Schillerporlings.

## Verbreitung
Der Schiefe Schillerporling hat eine zirkumboreale Verbreitung und kommt in Russland, Skandinavien Mittel- und Osteuropa, Nordeuropa, Japan, Korea und Zentralasien (Kasachstan) vor. In West- und Südeuropa ist er seltener.

## Bedeutung

### Vitalpilz
Die schwarzen Knollen des Schiefen Schillerporlings werden bereits seit dem 15. Jahrhundert in der russischen Volksmedizin gegen Krebs verwendet. Sie sind unter dem Namen Chaga (Tschaga) bekannt. Mehrere Berichte über seine Nutzung gegen Krebs in Form von Tee gibt es aus verschiedenen Gebieten, so aus dem Rajon Olonez in der Republik Karelien, aus Sibirien, dem Baltikum und aus Finnland.
Der Schriftsteller Alexander Solschenizyn berichtet im autobiographischen Roman "Krebsstation" von seiner Heilung von einem bösartigen Tumor durch Chaga. So wurde die angebliche Heilwirkung des Pilzes auch in anderen Teilen der Welt bekannt.
Labor- und Tierversuche haben die krebshemmende Wirkung bestätigt, allerdings stehen klinische Studien noch aus. Außerdem stimulieren Extrakte aus den Knollen das Immunsystem, wirken entzündungshemmend und schützen die Leber und die Bauchspeicheldrüse. Die Knollen wurden stets als Heißwasser-Extrakt getrunken. 
Ob der Pilz wirklich über eine Heilwirkung bei Menschen verfügt, ist nicht durch wissenschaftliche Studien untersucht.

### Inhaltsstoffe
Der Schiefe Schillerporling besitzt über 200 aktive biologische Substanzen, darunter Melanine. Als Inhaltsstoffe wurden verschiedene Polyphenole und besonders sauerstoffhaltige Triterpene identifiziert.
Als entzündungshemmende Substanzen wurden verschiedene Polysaccharide identifiziert (Inonotus obliquus polysaccharide (IOP)).

## Systematik
Der schiefe Schillerporling wurde erstmals 1801 von Christian Hendrik Persoon als Boletus obliquus beschrieben. Erik Acharius hatte den Namen zwar vorher schon verwendet, aber die Erstbeschreibung erfolgte durch Persoon. 1821 stellte ihn Elias Magnus Fries als sanktionierender Autor in die Gattung Polyporus. Albert Pilát legte schließlich 1942 den heute gültigen Namen fest.